# Camponotus nitens
Camponotus nitens är en myrart som beskrevs av Mayr 1870. Camponotus nitens ingår i släktet hästmyror, och familjen myror.

## Underarter
Arten delas in i följande underarter:
- C. n. fuhrmanni
- C. n. nitens

## Bildgalleri

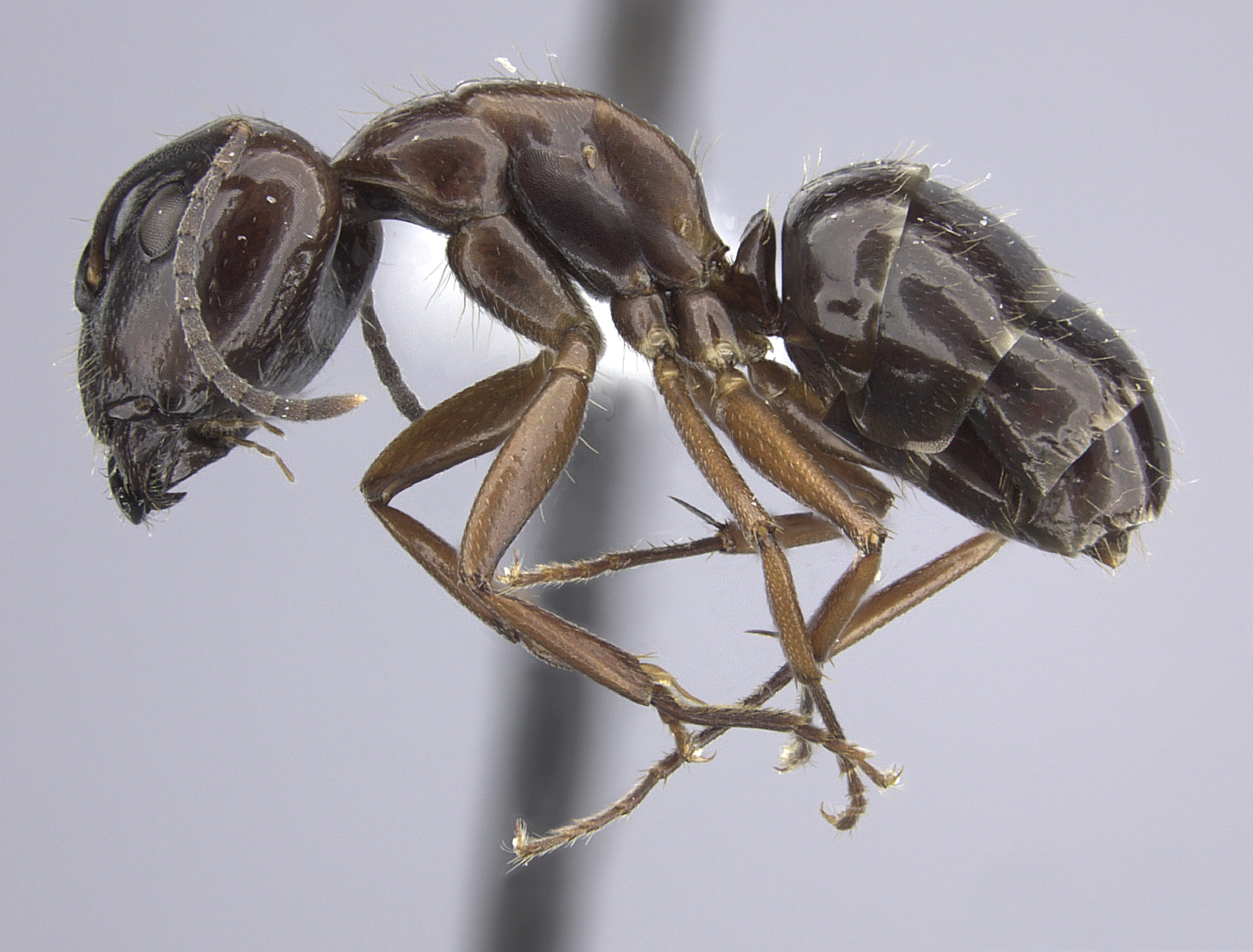